# 八条宮智忠親王
八条宮智忠親王（はちじょうのみや としただしんのう）は、江戸時代前期の日本の皇族。世襲親王家の八条宮（桂宮）第2代当主。八条宮智仁親王の第一王子。生母は丹後宮津藩主京極高知の女の常子。幼称は若宮、または多古麿（たこまろ）。

## 生涯
寛永元年（1624年）後水尾天皇の猶子となり、寛永3年（1626年）12月親王宣下を受け、忠仁（ただひと）と命名される。後に智忠親王と改称する。寛永6年（1629年）2月元服して、中務卿に任じられる。同年4月父の智仁親王の薨去により宮家を継承する。寛永19年（1642年）9月前田利常の四女の富姫を妃とするが、後嗣を儲けることはできなかったため、承応3年（1654年）後水尾天皇の第十一皇子の穏仁親王を養子とする。明暦3年（1657年）二品に叙せられる。寬文2年（1662年）7月7日薨去。44歳。法名は天香院。
智忠親王は、父の智仁親王の影響を強く受け、学問を好んだ。和歌・書道に秀でていた。最大の功績は桂離宮を後世に伝える上で基礎を築いたことである。父の智仁親王が造営した桂の別荘（桂離宮）は父の没後、しばらく荒廃していたが、智忠親王はこれを改修し、御殿を増築し、庭園を整備することに努めた。